# Sedum guatemalense
Sedum guatemalense är en fetbladsväxtart som beskrevs av William Botting Hemsley. Sedum guatemalense ingår i Fetknoppssläktet som ingår i familjen fetbladsväxter. Inga underarter finns listade i Catalogue of Life.

## Bildgalleri

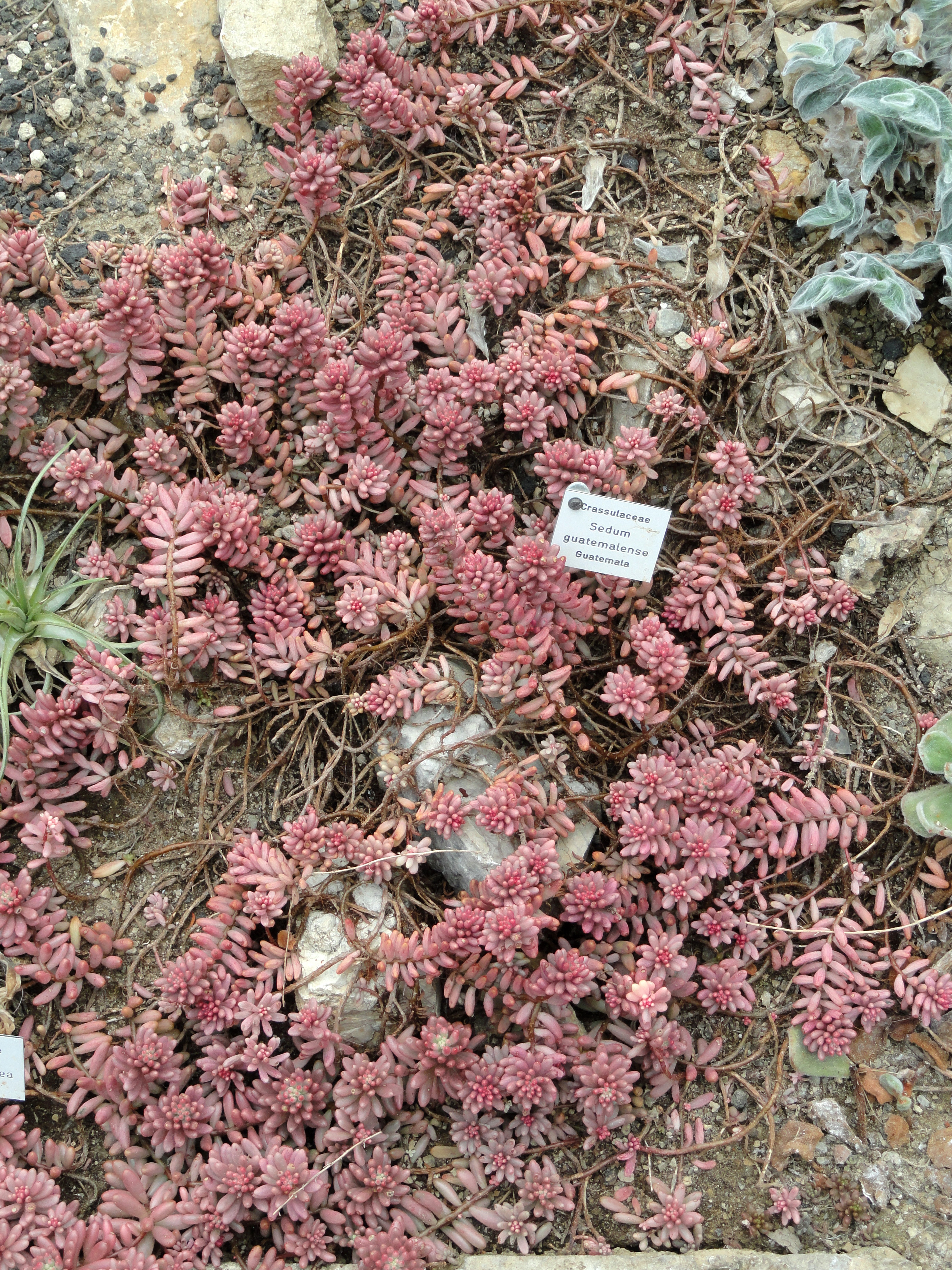